# モフセン・バヤティニア
モフセン・バヤティニア（ペルシア語: محسن بیاتی نیا、Mohsen Bayatinia、1980年4月9日 - ）は、イランの元サッカー選手、サッカー指導者。元イラン代表。選手時代のポジションはFW。 

## クラブ歴
ペルセポリスFCの下部組織出身でパス・テヘランFCで選手デビューした。2006年にペイカーンFCに移籍するとその後国内のクラブを転々とした。2015年にタイ・プレミアリーグのシーサケートFCに移籍し選手を引退した。

## 代表歴
西アジアサッカー選手権2002の際にイラン代表に招集された。
また、同年に行われた2002年アジア競技大会でU-23代表に招集された。日本との決勝戦でも得点した。